# Pilisjászfalu (przystanek kolejowy)
Pilisjászfalu (węg. Pilisjászfalu megállóhely) – przystanek kolejowy w Pilisjászfalu, w komitacie Pest, na Węgrzech. 
Znajduje się na linii 2 Budapest – Esztergom.
W latach 2012–2015 przystanek przeszedł gruntową modernizację, polegającą między innymi na budowie nowego peronu oraz infrastrukturze pasażerskiej.

## Linie kolejowe
- 2 Budapest – Esztergom

## Komunikacja miejska
Przystanek jest obsługiwany przez trzy linie autobusowe przewoźnika Volánbusz:
- 800
- 805
- 810